# 外務省 (キューバ)
外務省（スペイン語: Ministerio de Relaciones Exteriores、英語: Ministry of Foreign Affairs、略称: MINREX）は、社会主義祖国たるキューバ防衛のため外交を統括するキューバ政府の省庁である。1959年12月23日、アメリカ合衆国の敵対的な攻勢に立ち向かうため、それまでの国務省（英語: Ministerio de Estado、英語: Ministry of State）に代わって設立された。